# Nordkosovo

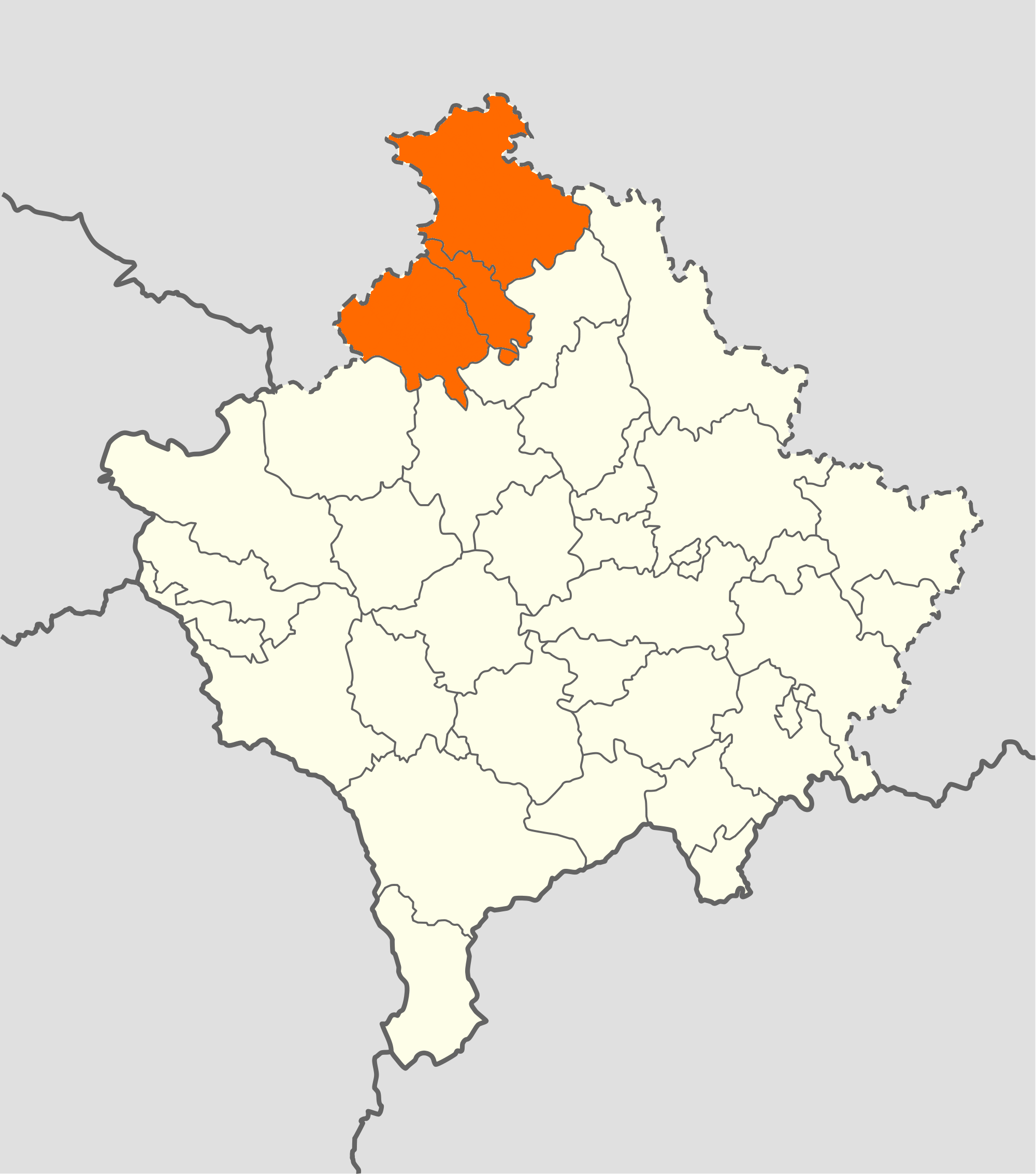
Die Lage des Nordkosovos innerhalb der Republik Kosovo

Die Lage des Nordkosovos und der Republik Serbien

Als Nordkosovo (albanisch Kosova Veriore, serbisch Северно Косово Severno Kosovo) wird in der Regel das überwiegend von Serben bewohnte Gebiet im Norden des Kosovo bezeichnet. Es umfasst die vier Gemeinden Nord-Mitrovica, Leposavić, Zvečan und Zubin Potok mit einer Gesamtfläche von etwa 1.300 km², was rund 12 % des kosovarischen Staatsgebiets entspricht. Die Region zählt rund 50.000 Einwohner, von denen die Mehrheit der serbischen Volksgruppe angehört. Den politischen Verband dieser Gemeinden bezeichnet man ebenfalls als Nordkosovo. Topografisch wird Nordkosovo durch die Gebiete des Kopaonik-Gebirges nördlich des Amselfeldes bestimmt.
In den letzten Jahren kam es im Nordkosovo vermehrt zu Spannungen zwischen der serbischen Minderheit und der Regierung in Pristina. Trotz internationaler Vermittlungsversuche eskalierten mehrfach Konflikte, wie etwa im September 2023 in Banjska. Die kosovarische Regierung unter Albin Kurti verstärkte zudem ihre Bemühungen, das Gebiet stärker in die staatlichen Strukturen zu integrieren, was teils auf heftigen Widerstand stieß. Die Sicherheitslage bleibt angespannt.

## Geschichte

### Gründung der serbischen Gemeinden (2008–2011)

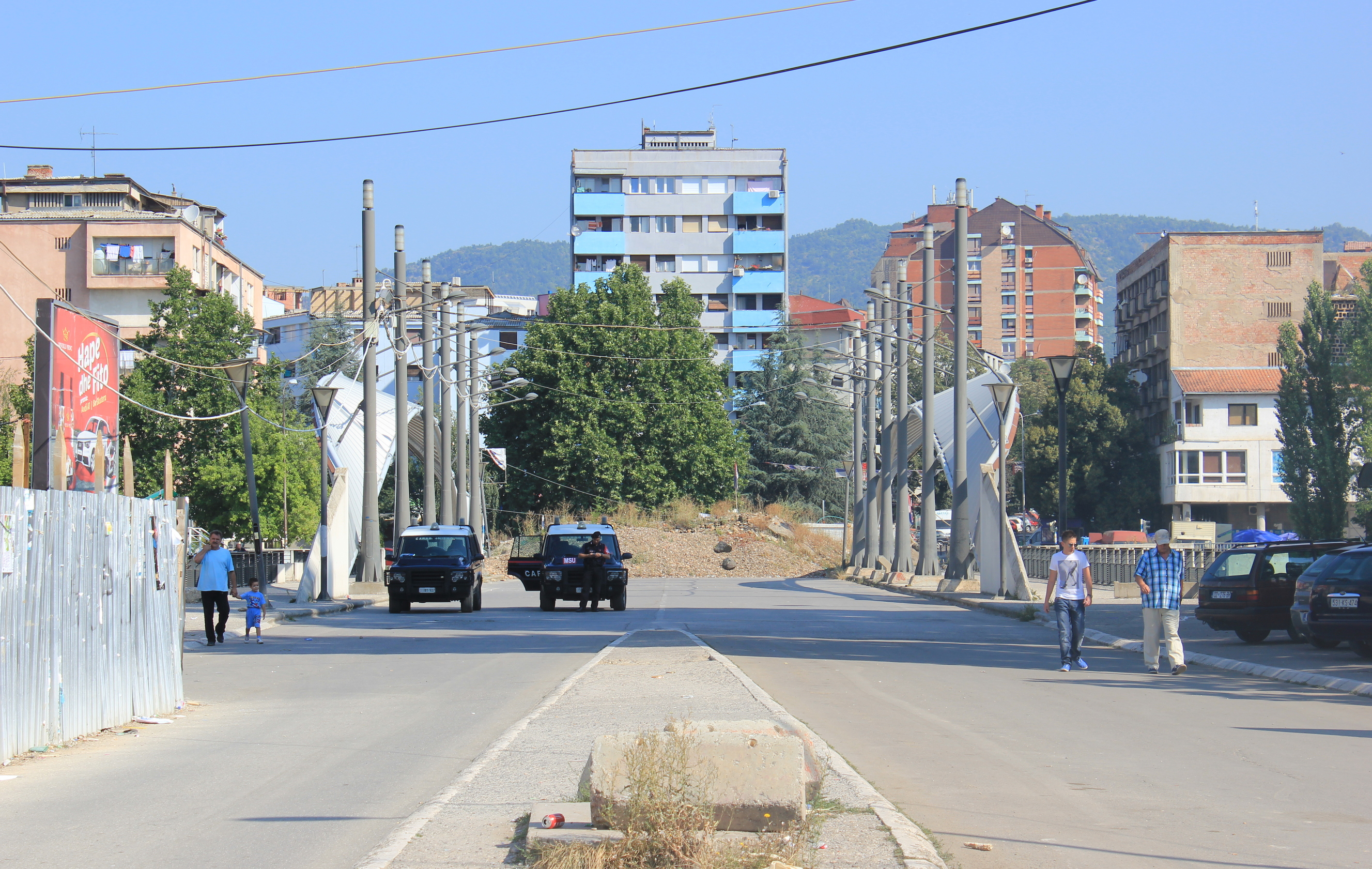
Die versperrte Brücke von Mitrovica ist das bekannteste Symbol für den Konflikt zwischen Serben und Albanern im Nordkosovo

Die drei serbischen Großgemeinden erklärten nach der Unabhängigkeitserklärung des kosovarischen Parlaments im Februar 2008, mit der Regierung in Pristina nicht zusammenzuarbeiten, da sie die Erklärung nicht anerkennen und sich weiterhin als Bestandteil Serbiens betrachten. Am 28. Juni 2008, dem Vidovdan, gründeten Vertreter der vor allem im Nordkosovo lebenden serbischen Einwohner in Kosovska Mitrovica ein eigenes Parlament. Das Parlament wird von der UN-Verwaltung und anderen internationalen Organisationen nicht anerkannt. In der jüngeren Entwicklung wird er daher meist als Verband serbischer Gemeinden im Nordkosovo und ähnlich bezeichnet.

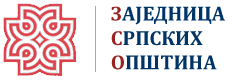
Vorgeschlagenes Logo der Gemeinschaft Serbischer Gemeinden

Seit der Unabhängigkeit des Kosovo wurde die faktische Eigenständigkeit des Nordkosovo von KFOR und kosovarischen Behörden bislang weitgehend toleriert. Es mehren sich im Kosovo jedoch politische Stimmen, besonders ausgesprochen von der Vereinigung Vetëvendosje, die eine vollständige Eingliederung des Nordkosovo in den Staat Kosovo zur Not mit Polizeigewalt erzwingen wollen.
Die EU unterstützt durchwegs die Einheit des Landes in seinen derzeitigen Grenzen, so erklärte der deutsche Außenminister Westerwelle 2011, nach Ansicht seiner Regierung stünde „die Landkarte auf dem westlichen Balkan fest“.
In einem sowohl von Pristina als auch von Belgrad scharf kritisierten Referendum lehnten im Februar 2012 99,74 % der Abstimmenden die Anerkennung der kosovarischen Regierung ab. Die Wahlbeteiligung lag bei rund 75 Prozent.

### Brüsseler Abkommen (2011–2013)
In einer weiteren Verhandlungsrunde (der zehnten) in der Woche von 15. April bis 21. April 2013 einigten sich die Konfliktparteien auf ein 15 Punkte umfassendes Abkommen:
- Serbien erkennt zwar nicht die Unabhängigkeit des Kosovo an, es räumt der kosovarischen Regierung aber die Zuständigkeit über das beanspruchte Territorium ein.[6]
- Nord-Mitrovica, Zvečan, Zubin Potok und Leposavić erhalten einen hohen Grad an Eigenständigkeit.[6]
- Die Gebiete nördlich des Flusses Ibar sollen sich als Gemeinschaft mit eigenem Präsidenten und eigener Versammlung sowie einer Repräsentation auch auf zentraler Ebene organisieren können. Diese Organisation soll für wirtschaftlichen Entwicklung, Erziehung, Gesundheitswesen und Raumplanung zuständig sein.[6]
- Im Kosovo soll nur noch eine einzige Polizeiorganisation existieren. Die bisher in einer parallelen Sicherheitsstruktur angestellten Serben soll der Dienst in einer kosovarischen Einheit angeboten werden. Die lokalen Polizeikommandanten müssen ethnische Serben sein. Sie werden von den  Bürgermeistern in Nordkosovo vorgeschlagen und von der kosovarischen Regierung ernannt.[6]
- Auch in der Justiz soll nur mehr eine Struktur existieren. Das Berufungsgericht in Pristina soll einen eigenen serbisch-kosovarischen Ausschuss erhalten.[6]
- Der Kosovo darf um eine Mitgliedschaft in der Europäischen Union ansuchen.[6]

### Westbalkan-Konferenz (2015)
Auf der Westbalkan-Konferenz August 2015 in Wien konnte im Zuge der Annäherung EU–Serbien ein Abkommen zwischen Serbien und dem Kosovo zum Nordkosovo erzielt werden, außerdem erklärten alle Westbalkanstaaten, sich nicht gegenseitig auf dem Weg in die EU zu blockieren, also auch die Nordkosovofrage nicht als Druckmittel zu verwenden, sondern im Rahmen der EU-Integration zu klären.

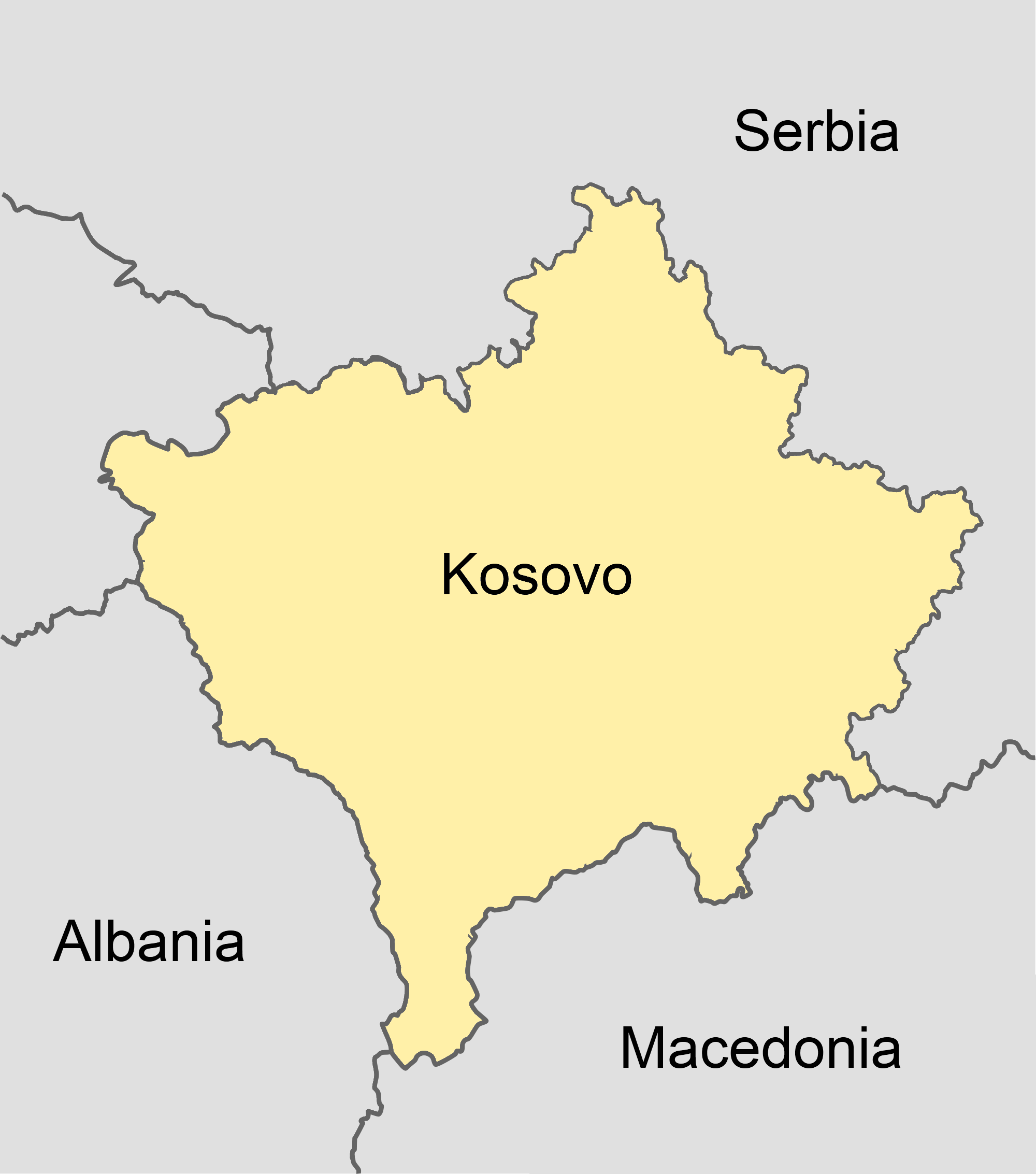
Teilung des Kosovo, vorgeschlagen von serbischen Politikern (englische Transkription)

Im Sommer des Jahres 2018 zeichnete sich zwischenzeitlich eine potentielle Lösung des Streits um den Nordkosovo ab. Im Gespräch war unter Vermittlung der EU ein Gebietstausch zwischen Serbien und Kosovo von dem mehrheitlich von Serben bewohnten Nordkosovo mit dem mehrheitlich von Albanern bewohnten Preševo-Tal.

### Aktuelle Entwicklungen unter der Regierung Kurti (2021–2025)
In den vergangenen Jahren hat sich die politische Lage im Nordkosovo spürbar verändert. Unter der Regierung von Premierminister Albin Kurti wurde verstärkt versucht, den Nordkosovo in den gesamtstaatlichen Rahmen der Republik Kosovo zu integrieren. Ein zentrales Ziel war dabei die Wiederherstellung der staatlichen Souveränität in einem Gebiet, in dem serbische Parallelstrukturen lange Zeit de facto die Kontrolle ausübten.
Zu den markantesten Maßnahmen zählt die Einführung kosovarischer Autokennzeichen auch im Norden, ein Schritt, der von Belgrad und Teilen der serbischen Bevölkerung im Kosovo scharf kritisiert wurde. Ebenso leitete die Regierung Kurti die Schließung illegaler serbischer Institutionen ein, die parallel zu den kosovarischen Behörden agierten und beispielsweise Bildung, Gesundheitsversorgung oder lokale Verwaltung organisierten.
Im November 2022 kritisierte der damalige EU-Außenbeauftragte Josep Borrell sowohl Serbien als auch Kosovo für das Scheitern einer Einigung im Streit um Autokennzeichen und warnte vor einer möglichen Eskalation der Gewalt.
Im Jahr 2023 flammte der Konflikt zwischen Kosovo und Serbien im Nordkosovo allerdings wieder auf und eskalierte im Angriff auf Banjska.

### Historische Gebiete des "Nordkosovo"

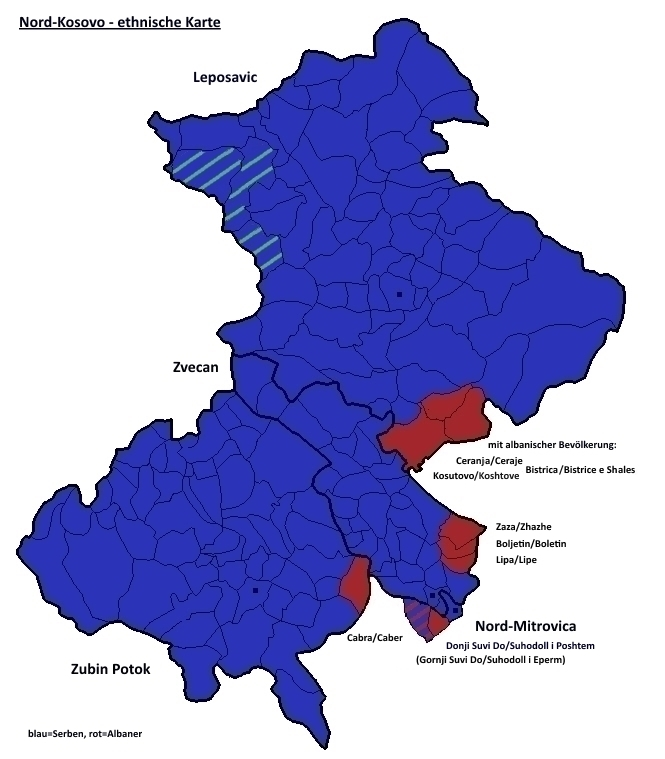
Nordkosovo ethnische Karte
Geografische Struktur des Kosovo
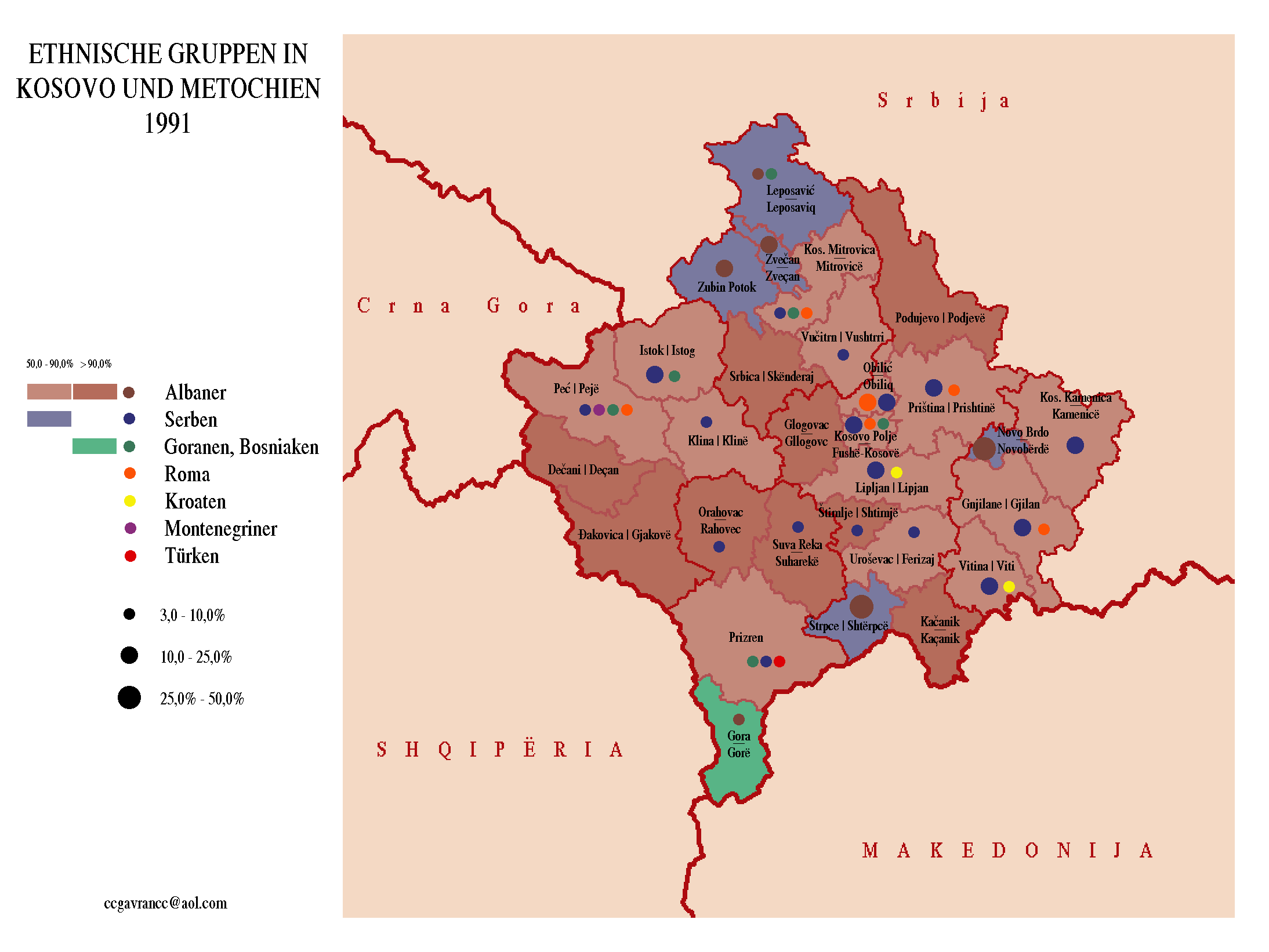
Verteilung der Ethnien im Kosovo 1991
Verteilung der Ethnien im Kosovo 2005
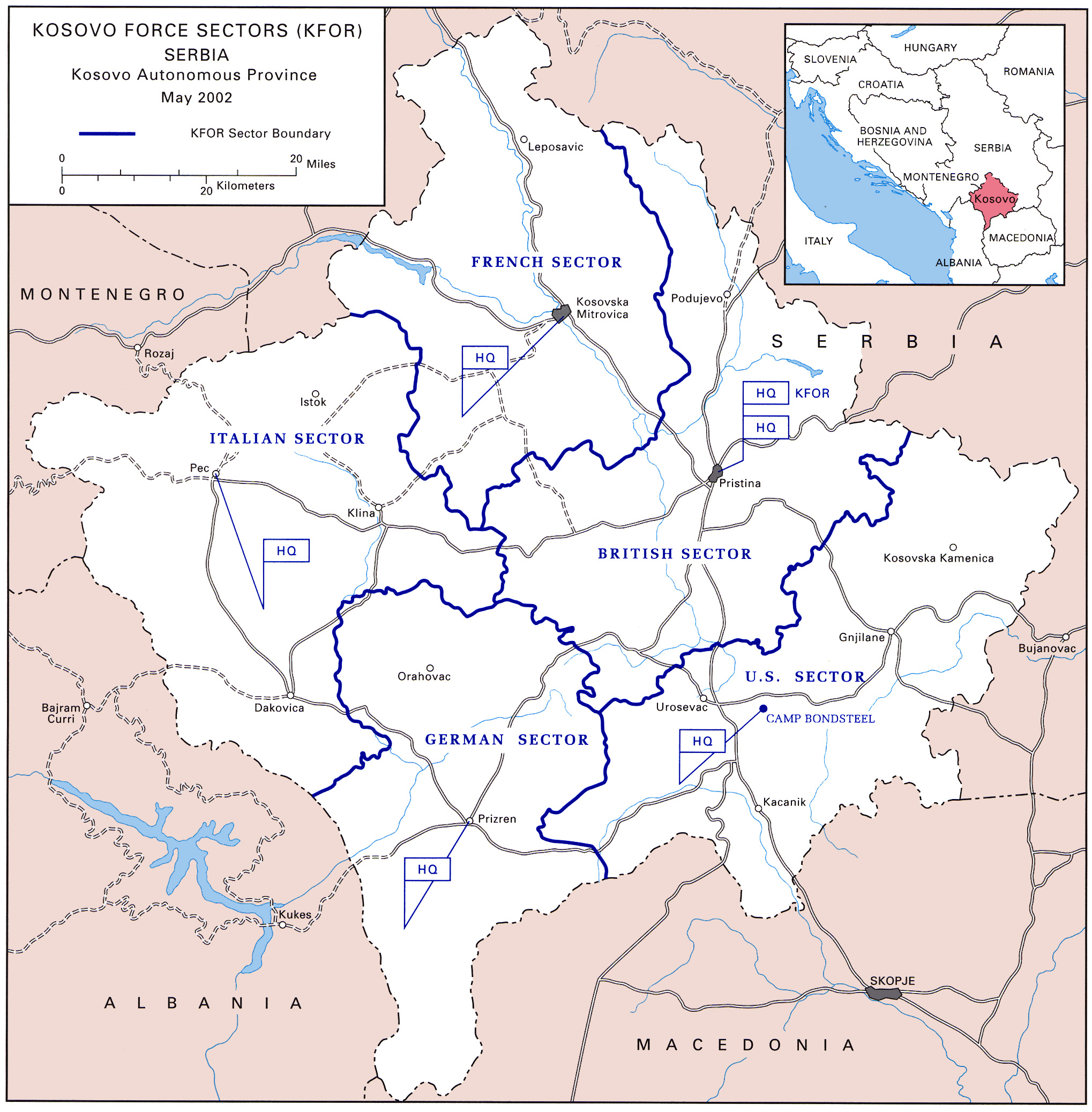
Karte mit den Sektoren der KFOR 2002
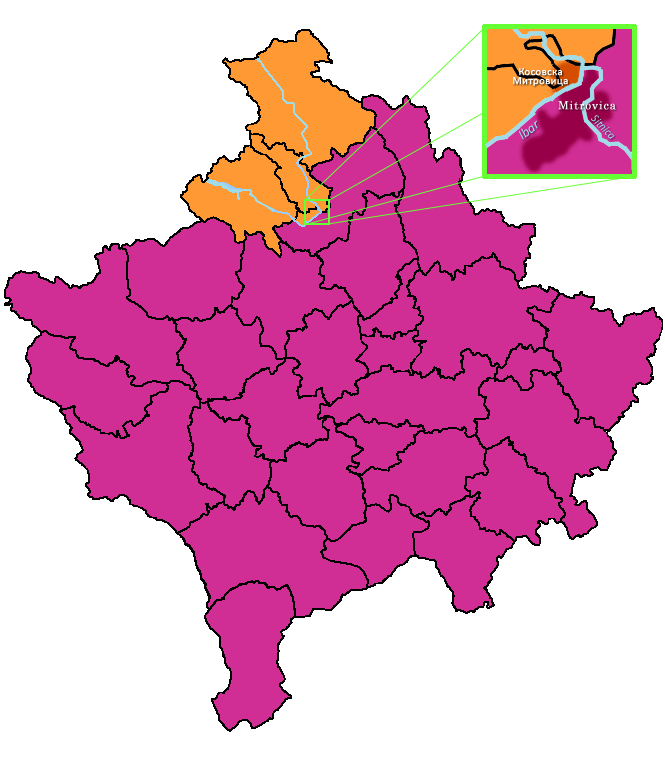
Situation 2008
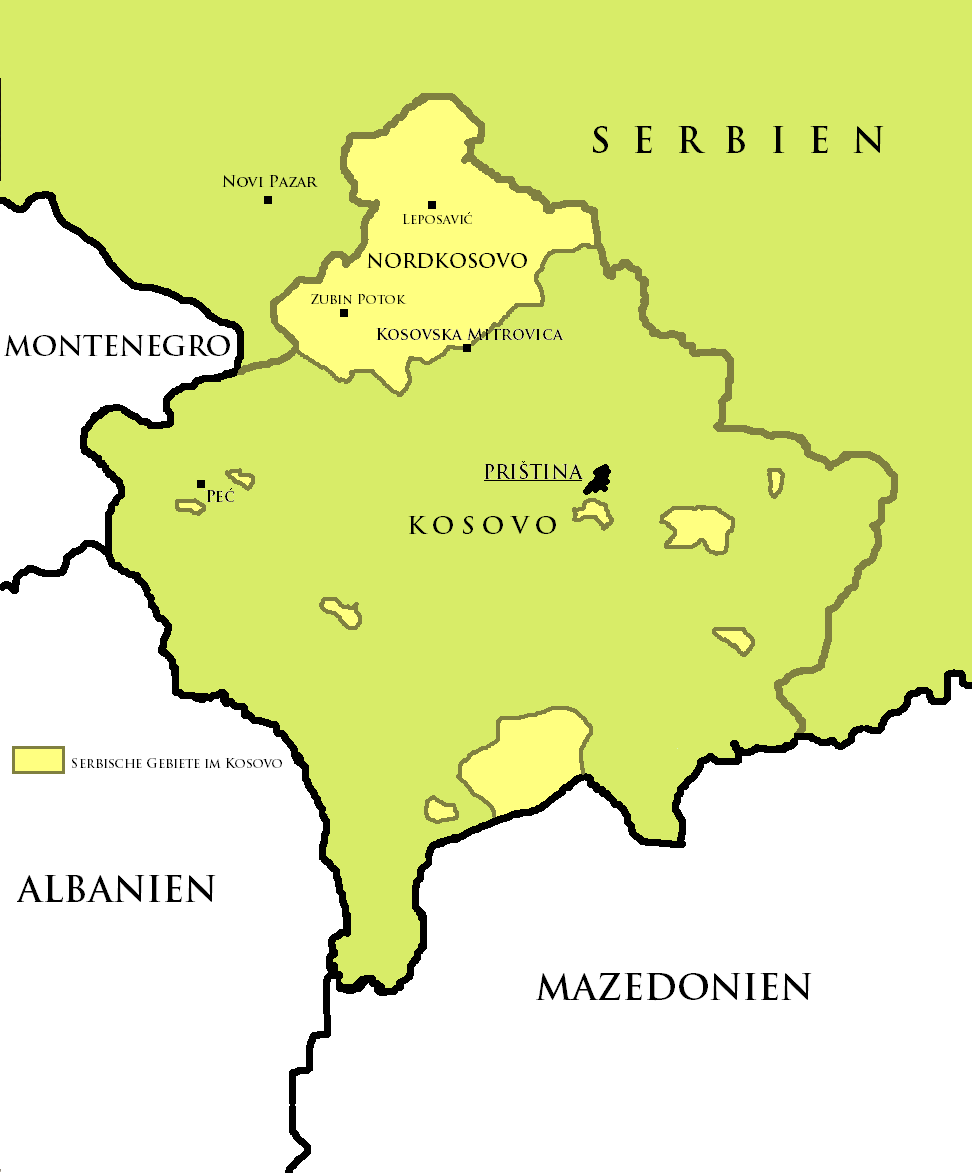
Verteilung der serbischen Gebiete im Kosovo

## Grenzübergänge
Der Nordkosovo verfügt über mehrere Grenzübergänge zu Serbien, darunter die wichtigsten in Jarinje und Brnjak. Diese Übergänge spielen eine zentrale Rolle im Personen- und Warenverkehr und sind zugleich immer wieder Brennpunkte politischer und ethnischer Spannungen.

## Kommunalwahlen

### 2013
Am 3. November 2013 fanden erstmals Wahlen – wie im April beschlossen – statt. Im Vorfeld kam es zu verschiedenen Gewalttaten wie Bombenanschläge und Attacken gegen Personen, welche die Abhaltung der Wahlen unterstützen. Ein Zöllner der Eulex wurde erschossen. Adrijana Hodžić, Bürgermeisterkandidat in Nordmitrovica, vermutete Schmuggler hinter den Angriffen. Die Demokratische Partei Serbiens rief zu einem Wahlboykott auf.
Am Tag der Wahl hatten Vermummte in Mitrovica Wahllokale überfallen, Wähler verprügelt und Wahlurnen demoliert. Außerdem warfen sie Tränengas auf Wartende und ein Sprengsatz wurde gefunden. Durch die Angriffe mussten die Wahllokale früher als geplant schließen. Die KFOR teilte mit, dass sie in Mitrovica und Zvecan eingegriffen habe. Die Organisation für Sicherheit und Zusammenarbeit in Europa (OSZE), die die Wahl mitorganisiert hatte, zog Dutzende Mitarbeiter aus Sicherheitsgründen ab und nahm die Wahlurnen mit.
Am 4. November, einen Tag nach der Wahl, gab die Zentrale Wahlkommission bekannt, dass sie nicht in der Lage sei vorläufige Ergebnisse zu veröffentlichen. Trotzdem verkündete sie, dass zehn kosovarische Gemeinden einen neuen Bürgermeister gewählt hatten. In 25 Gemeinden soll es am 1. Dezember eine Stichwahl geben. Die OSZE gab die Wahlbeteiligung zwischen 11 und maximal 22 Prozent an.

### 2023
Im April 2023 fanden im Nordkosovo Kommunalwahlen statt, die erhebliche Spannungen mit sich brachten. Die Wahlen wurden ursprünglich für Dezember 2022 angesetzt, jedoch aufgrund ethnischer Spannungen und Sicherheitsbedenken auf April 2023 verschoben.
Die größte serbische Partei, die Serbische Liste, rief zum Boykott der Wahlen auf, was zu einer extrem niedrigen Wahlbeteiligung führte. In einigen Gemeinden lag die Beteiligung unter 3 %, wobei in Nord-Mitrovica nur 13 Serben ihre Stimme abgaben. Infolge des Boykotts wurden in allen vier Gemeinden albanische Bürgermeister gewählt.
Die Vereidigung dieser Bürgermeister führte zu landesweiten Protesten und gewaltsamen Auseinandersetzungen. Demonstranten versuchten, die Amtseinführungen zu verhindern, was zu Verletzungen auf beiden Seiten führte. Die NATO-geführte KFOR-Truppe musste eingreifen, um die Sicherheit zu gewährleisten.
Im Mai 2023 forderten Deutschland und Frankreich Neuwahlen in den betroffenen Gemeinden, um die Spannungen zu mindern. Ein im April 2024 abgehaltenes Referendum zur Abberufung der albanischen Bürgermeister scheiterte aufgrund eines erneuten Boykotts durch die serbische Bevölkerung.